# Kampong Cham
Kampong Cham, o Kompong Cham, (in lingua khmer កំពង់ចាម) è una città della Cambogia, capoluogo della provincia omonima. Adagiata sulle sponde dell'imponente fiume Mekong. Nel 2006 contava 63.771 abitanti. 
Il centro storico presenta alcuni edifici risalenti al periodo coloniale francese, mentre nelle immediate vicinanze della città si trovano due splendide colline denominate Phnom Pros e Phnom Srei con un bel complesso di stupa e statue dorate di Buddha. Da visitare inoltre è il tempio angkoriano di Wat Nokor, dell'XI secolo costruito in arenaria e laterite. Bellissima è l'isola fluviale sul Mekong, denominata Koh Paen e collegata alla città da un lungo ponte di bambù. L'isola presenta molti wat e coltivazioni di tabacco e sesamo.
Il tragitto che la separa via terra da Phnom Penh è di 125 km, lungo la Strada Nazionale 6 fino a Skuon e da qui lungo la rinnovata Strada Nazionale 7.